# Marija Vladimirovna Dolgorukova
Marija Vladimirovna Dolgorukova (in russo Мария Владимировна Долгорукова?; 1601 – 1625) è stata la prima moglie dello zar Michele di Russia.

## Biografia
Era figlia del boiardi knjaz' Vladimir Timofeevič Dolgorukov e della moglie, la principessa Marija Vasil'evna Barbašina-Šujskaja.
Le nozze vennero celebrate il 19 settembre 1624. Marija Vladimirovna morì quattro mesi dopo il matrimonio; la morte fu dovuta a delle complicazioni legate ad un parto, il che significa che Michele sposò una donna già incinta.
La zarina Maria fu sepolta nel Monastero dell'Ascensione a Mosca. Nel 1929 i suoi resti vennero trasferiti nella camera del seminterrato della cattedrale dell'Arcangelo Michele del Cremlino di Mosca.